# Maciej Olbrycht
Maciej Mikołaj Olbrycht (ur. 1979, zm. 17 października 2006 w Warszawie) – polski twórca teledysków, reżyser filmowy, syn europosła Jana Olbrychta.
Ukończył II Liceum Ogólnokształcące im. Mikołaja Kopernika w Cieszynie. Później studiował filmoznawstwo na Uniwersytecie Jagiellońskim i reżyserię na Uniwersytecie Śląskim. Po studiach pracował w Warszawie jako reżyser, scenarzysta i montażysta w Canal Plus. Wyreżyserował trzy filmy krótkometrażowe – Rano (2003 Wyświetlany na kilku festiwalach) Dziewczyny (2004, wyświetlane na 5. Festiwalu Era Nowe Horyzonty) i Maks i Filip (2005).
Wyreżyserował m.in. teledyski „Mogę wszystko” WWO (nominacja do Yach Film 2006 za reżyserię i montaż), „Nie bo nie” Fisza (nominacja za montaż do Yach Film 2006), „Tricks” Noviki, „Ty wiesz że” Molesty Ewenement.
Pomagał przy koncepcji ogólnej teledysku oraz montował „Inspirations” Sistars. Montował między innymi teledysk Sokoła Los Sicarios oraz Pallacio „Checkeando” Blisko związany z programem Hyper. Zmarł w wyniku wstrząsu septycznego wywołanego bakteryjnym zapaleniem opon mózgowych. Został pochowany w Cieszynie.